# Zell (Kufstein)
Zell ist ein Stadtteil von Kufstein. Er liegt im Westen der Gemeinde und ist der einzige Stadtteil, der ganzheitlich am linken Innufer liegt (der Bahnhof wird dem Zentrum zugerechnet).

## Geografie und Geschichte
Zell ist der älteste Teil Kufsteins. Der Name entstand durch eine kleine Kapelle, die seit Jahrhunderten existiert und nach und nach aus- und umgebaut wurde und zur heutigen Pfarrkirche St. Martin wurde. Früher nannte man kleine Kapellen Zelle.
Im Bereich der Zeller Kirche siedelten schon vor langer Zeit Menschen. Erst später während der Industrialisierung wuchs auch Zell weiter an. So finden sich heute in der Bahnhofsgegend vor allem große Gebäude mit Innenstadtcharakter. Auch ein paar Reihenhäuser und viele Einfamilienhäuser sind in Zell und Kleinholz erbaut worden. Morsbach bildet zum Rest der Stadt einen starken Kontrast durch den extrem dörflichen Charakter.
Die Stadt Kufstein stellte in der Zwischenkriegszeit und kurz nach dem Zweiten Weltkrieg mehrere Gebietsansprüche an die Tiroler Landesregierung, von denen auch einigen stattgegeben wurde (Thierberg, Zellerberg, Morsbach, Kleinholz). Das Stimmersee-Gebiet blieb ihr allerdings bis heute verwehrt.
Mitten in Zell steht der Zellerberg (1947 eingemeindet), der eine lange Forstmeile für Sportler bietet. In Morsbach befindet sich die unter Naturschutz stehende Maistaller Lacke, der einzige übriggebliebene Teich von vielen. Auf dem Maistallerberg und dem Thierberg (1937 eingemeindet) befinden sich die Kufsteiner Seen Pfrillsee, Längsee, Hechtsee und der kleine unter Umweltschutz stehende Egelsee.
Der Stadtteil lässt sich unterteilen in
- Zell
- Morsbach (eingemeindet 1956)
- Kleinholz (eingemeindet 1956)
- Bärental (eingemeindet 1937)

## Verkehr
Die Stadtbuslinie 3 sowie mehrere Regionalbuslinien fahren Zell an. Die Tiroler Straße B 171 und die Wildbichler Straße B 175 führen durch den bzw. beginnen im Stadtteil, ebenso die Thierseestraße L 37, Hechtseestraße L 210 und die Unterinntalstraße L 211.
Der Bahnhof Kufstein bildet die Grenze zwischen den Stadtteilen Zell und Zentrum.

## Kultur und Sehenswürdigkeiten
- Katholische Pfarrkirche Kufstein-Zell hl. Martin

## Schulen und öffentliche Einrichtungen
In Zell befinden sich Einrichtungen wie das Altenwohnheim, eine Volksschule, ein Kindergarten, die Straßenmeisterei und ein großer Pferdereitstall. Ebenfalls in Zell/Kleinholz liegt der zweitgrößte Friedhof der Stadt.

## Fotos

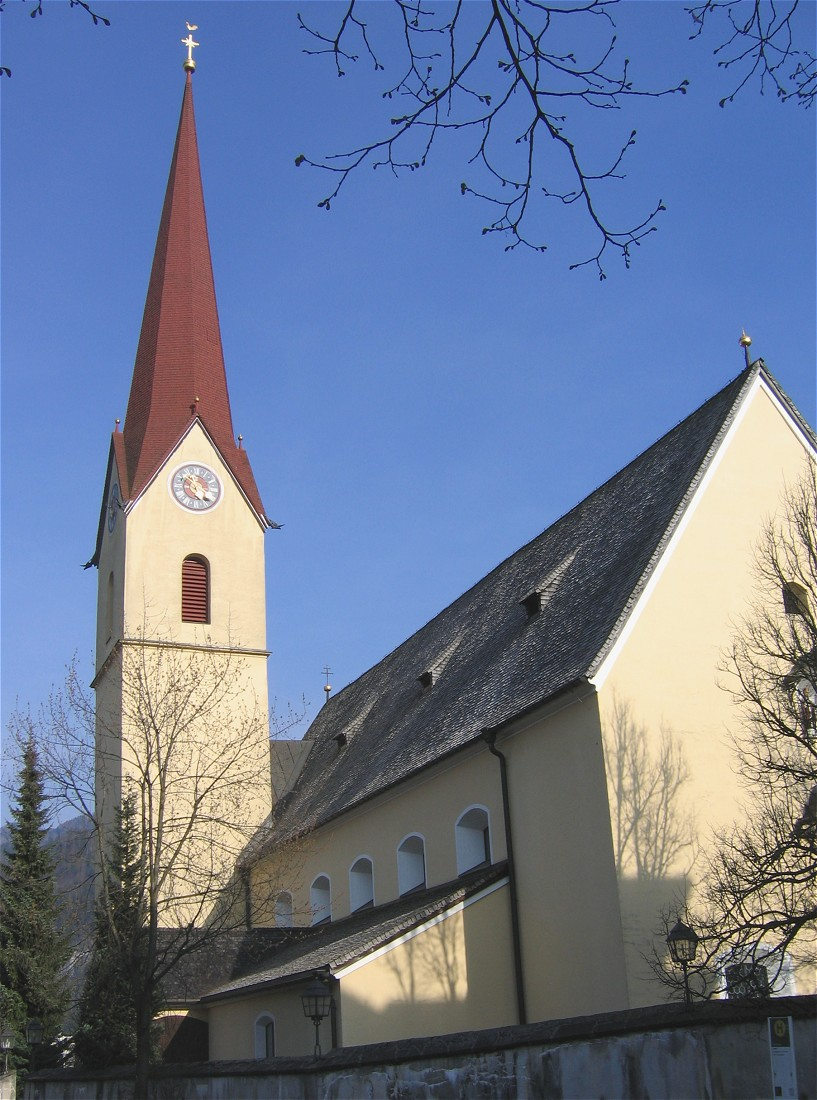
Pfarrkirche Kufstein-Zell
Zell Richtung Norden
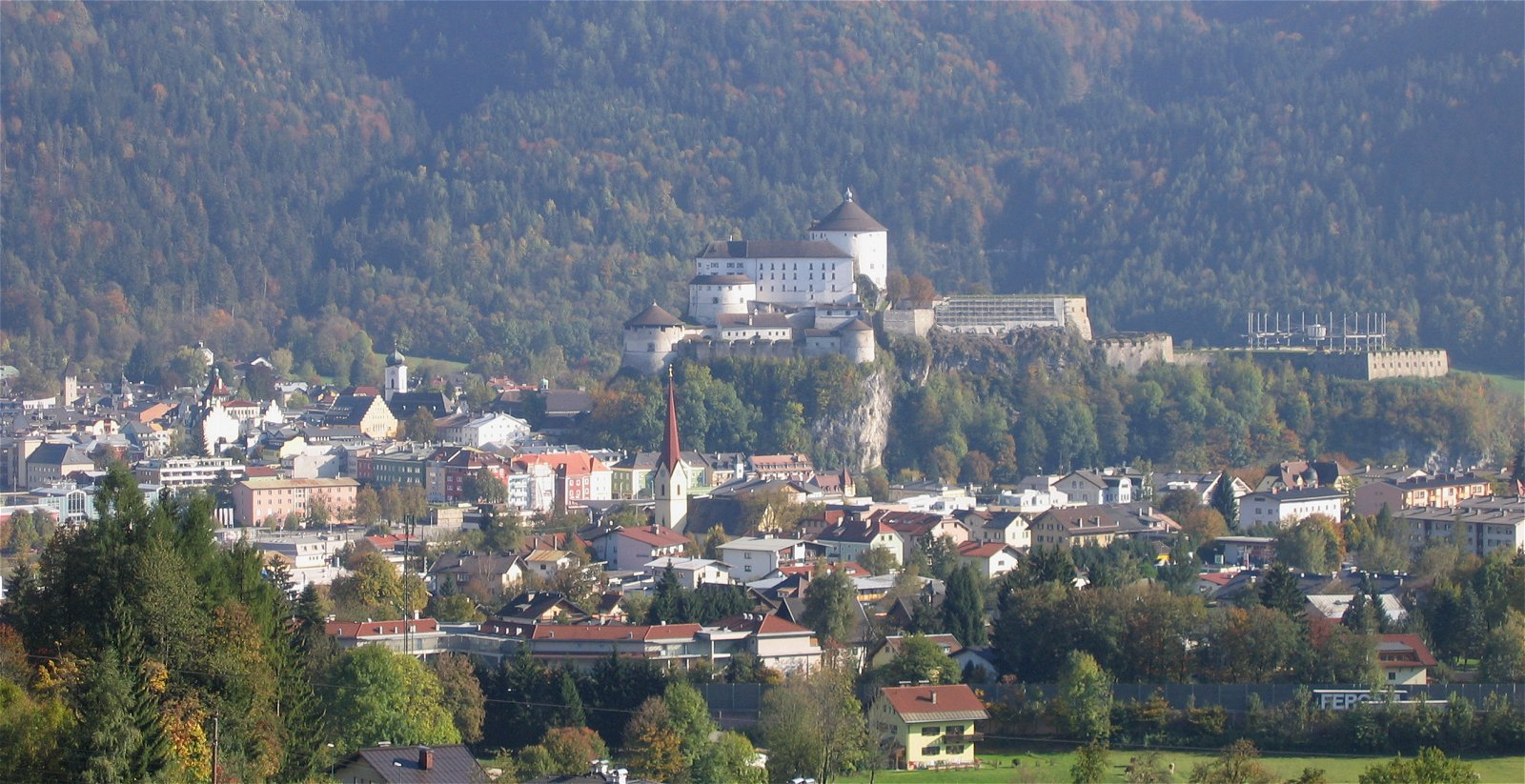
Blick auf Kufstein, im Vordergrund Zell
Zell vom Thierberg aus mit Zellerberg